# Aten-planetoïden

De omloopbaan van Aten-planetoïden (groen) vergeleken met die van de Aardse planeten

De Aten-planetoïden zijn een groep planetoïden die dicht bij de aarde komen, ze zijn genoemd naar de eerst ontdekte Aten-planetoïde (2062) Aten.
Hun baan om de zon heeft een halve hoofdas van minder dan één AE.
Bijna alle Aten-planetoïden hebben een aphelium van meer dan één AE.
De Aten-planetoïden waarvan het aphelium volledig binnen de aardbaan ligt, worden Apohel-planetoïden genoemd. In september 2008 waren hiervan slechts 5 voorbeelden bekend: (163963) Atira, (164294) 2004 XZ130, 2004 JG6, 2005 TG45 en 2006 WE4.
De kleinste halve hoofdas is die van (66391) Moshup, met 0,642 AE.
Enige bekende Aten-planetoïden zijn:
(33342) 1998 WT24; (66391) Moshup; 1989 VA; 1998 DK36; 2000 BD19; 2002 AA29; 2003 CP20; 2004 FH; 2004 FU162; 2004 JG6; (2062) Aten; (3554) Amun; (3753) Cruithne en (99942) Apophis
In januari 2025 waren er 2980 Aten-planetoïden bekend. 